# Andrena rogenhoferi
Andrena rogenhoferi är en biart som beskrevs av Morawitz 1872. Andrena rogenhoferi ingår i släktet sandbin, och familjen grävbin. Inga underarter finns listade i Catalogue of Life.
Arten förekommer i Alperna i Frankrike, Italien, Slovenien, Schweiz, Tyskland och Österrike. Den vistas i gräsmarker upp till 2700 meter över havet. Typiska växter som besöks är Laserpitium siler, glansfingerört, arter av rossläktet, av videsläktet, alpgentiana och krypljung. Dessutom samlas pollen av gullgentiana, tysklönn och från arter av rododendronsläktet. Andrena rogenhoferi observerades även på flera andra växter. En generation lever ett år. Exemplaren syns främst mellan maj och augusti.
Kanske påverkas beståndet av betande husdjur och av vintersportaktiviteter. Hela populationen anses vara stor. IUCN listar arten som livskraftig (LC).